# Махони, Гарольд
Гарольд Сегерсон Махони (англ. Harold Segerson Mahony; 13 февраля 1867[…], Эдинбург — 27 июня 1905, Caragh Hill) — британский теннисист, чемпион Уимблдонского турнира и трижды призёр летних Олимпийских игр 1900.
Махони стал победителем Уимблдонского турнира в 1896 году. Также он занял второе место в следующем году
На Играх 1900 года в Париже Махони соревновался в трёх турнирах — одиночном, парном и смешанном. В первом состязании он дошёл до финала, но проиграв Лоуренсу Дохерти, он занял второе место и выиграл серебряную медаль. Во втором, в паре с Артур Норрис, он остановился на полуфинале, выиграв бронзовую награду. В смешанном разряде он играл вместе с француженкой Элен Прево, и они вместе стали серебряным призёрами, проиграв в финале паре Шарлотты Купер и Реджинальда Дохерти.
Погиб в 1905 году, упав в Ирландии с велосипеда.